# Vivian Girls
Le Vivian Girls sono un gruppo musicale indie rock statunitense formatosi a Brooklyn, New York, nel marzo 2007. Si sono fatte conoscere alla fine degli anni duemila sulle reti sociali di Internet, acquisendo consenso specialmente negli ambienti universitari statunitensi. Dopo delle iniziali pubblicazioni indipendenti, sono state pubblicate da etichette discografiche come la In the Red e la Polyvinyl.
Dopo un iniziale scioglimento avvenuto nel 2014 per seguire alcuni progetti solisti o paralleli delle componenti, si sono riunite nel 2018. Sono considerate dalla critica musicale tra le precorritrici della scenda indie rock degli anni duemiladieci del ventunesimo secolo.

## Storia
La formazione originale era composta da Cassie Ramone (chitarra e voce), Katy Goodman (basso, batteria e voce) e Frankie Rose (batteria, basso e voce) e scelse il nome ispirandosi all'opera omonima di Henry Darger (il titolo completo in lingua inglese è The Story of the Vivian Girls, in What Is Known as the Realms of the Unreal, of the Glandeco-Angelinian War Storm, Caused by the Child Slave Rebellion). Originariamente, il gruppo registrò alcune demo e una cover di un brano dei Wipers e iniziò a suonare dal vivo a Brooklyn e nel New Jersey, stato di appartenenza della Goodman e della Ramone.
Sostenute e promosse attraverso la diffusione dei loro primi brani sulla rete Internet, nel marzo 2008 hanno esordito discograficamente con la pubblicazione del singolo Wild Eyes da parte dell'etichetta discografica indipendente Plays with Dolls Records, che nonostante la limitata promozione ottenne ottimi riscontri di pubblico sempre sulle reti sociali. Pubblicarono successivamente il loro primo album (l'eponimo Vivian Girls) in edizione limitata per la Mauled by Tigers esclusivamente in formato vinile, le cui vendite riscontrarono il tutto esaurito nel giro di tre giorni. L'anno successivo, il gruppo fu messo sotto contratto dalla In the Red Records, che pubblicò nel mese di agosto il singolo I Can't Stay, seguito dalla ripubblicazione, stavolta anche in compact disc, dell'album di debutto. Nello stesso periodo, Frankie Rose abbandonò la formazione venendo sostituita alla batteria da Ali Koelher.
Pubblicarono il loro secondo album Everything Goes Wrong, nel settembre 2009 sempre con la In the Red Records. L'anno successivo, ci fu un altro avvicendamento alla batteria, dove Ali Koelher fu sostituita da Fiona Campbell.
Dopo una collaborazione con i Male Bonding nel loro album di debutto Nothing Hurts per il brano Worse to Come, realizzarono il loro terzo album discografico nel 2011, con il titolo Share the Joy per la Polyvinyl Records, mentre le tre componenti avevano già avviato dei progetti paralleli o come soliste. Annunciarono nel 2014 il loro scioglimento ufficiale, avvenuto ufficialmente dopo due esibizioni al The York Manor a Los Angeles e al Death by Audio di Brooklyn. Si esibirono nuovamente in forma privata durante il matrimonio di Katy Goodman, nel 2015.
Nel 2019, Cassie Ramone, Katy Goodman e Ali Koehler annunciarono di essersi riunite sotto il nome Vivian Girls per l'imminente pubblicazione di un nuovo album, il quarto della carriera in gruppo, registrato l'anno precedente con il produttore Rob Barbato. L'album, dal titolo Memory, uscì nel mese di settembre per l'etichetta discografica Polyvinyl Records accompagnato dalla diffusione di un video musicale per il brano Something to Do, diretto da Jason Lester.

### Stile e influenze
Non subito apprezzate dalla critica a causa della loro provenienza indipendente arrivata attraverso le piattaforme Internet, sono state considerate tra i precursori della musica indie rock, spianando la strada ai numerosi artisti che hanno prodotto questo genere di musica durante gli anni duemila. Negli ultimi di album sono state accostate dalla critica anche alle sonorità punk.

## Formazione
- Cassie Ramone - voce, chitarra (2017-2014; 2018-presente)
- Katy Goodman - voce, basso, batteria (2007-2014; 2018-presente)
- Ali Koehler - batteria, basso, voce (2008-2010; 2011-2014; 2018-presente)

Ex componenti
- Frankie Rose - batteria, basso, voce (2007-2008)
- Fiona Campbell - batteria, basso, voce (2010-2011)

## Discografia

### Album in studio
- 2008 - Vivian Girls (Mauled by Tigers/In the Red Records)
- 2009 - Everything Goes Wrong (In the Red)
- 2011 - Share the Joy (Polyvinyl)
- 2019 - Memory (Polyvinyl)

### Singoli
- 2008 - Wild Eyes
- 2008 - Tell the World
- 2008 - I Can't Say
- 2008 - Surfin' Away/Second Date
- 2009 - Moped Girls
- 2010 - My Love Will Follow Me
- 2011 - I Heard You Say